# O.P.P.
O.P.P. is een nummer van de Amerikaanse hiphopgroep Naughty by Nature, uitgebracht in augustus 1991 als leadsingle van het album Naughty by Nature. Het bereikte in de Verenigde Staten en Zwitserland een plek in de top tien van de nationale hitlijst; in Nederland bereikte het nummer de zevenentwintigste plaats.
In O.P.P. zitten samples van Synthetic Substitution van Melvin Bliss en ABC van The Jackson 5. Het nummer gaat over vreemdgaan, waarbij de afkorting O.P.P. zou staan voor "other people's pussy" of "other people's penis". In de tekst komen desondanks geen expliciete woorden voor.

## Hitnoteringen

### Nederlandse Top 40
| Hitnotering: 25-04-1992 t/m 30-05-1992 | Hitnotering: 25-04-1992 t/m 30-05-1992 | Hitnotering: 25-04-1992 t/m 30-05-1992 | Hitnotering: 25-04-1992 t/m 30-05-1992 | Hitnotering: 25-04-1992 t/m 30-05-1992 | Hitnotering: 25-04-1992 t/m 30-05-1992 | Hitnotering: 25-04-1992 t/m 30-05-1992 | Hitnotering: 25-04-1992 t/m 30-05-1992 |
| Week:                                  | 1                                      | 2                                      | 3                                      | 4                                      | 5                                      | 6                                      |                                        |
| -------------------------------------- | -------------------------------------- | -------------------------------------- | -------------------------------------- | -------------------------------------- | -------------------------------------- | -------------------------------------- | -------------------------------------- |
| Positie:                               | 35                                     | 27                                     | 27                                     | 27                                     | 30                                     | 40                                     | uit                                    |